# Szyroka Hrebla (hromada Chmielnik)
Szyroka Hrebla (ukr. Широка Гребля) – wieś na Ukrainie, w obwodzie winnickim, w rejonie chmielnickim. W 2001 liczyła 1921 mieszkańców, wśród których 1899 wskazało jako ojczysty język ukraiński, 13 rosyjski, białoruski, a 1 inny.